# VB-3 Razon

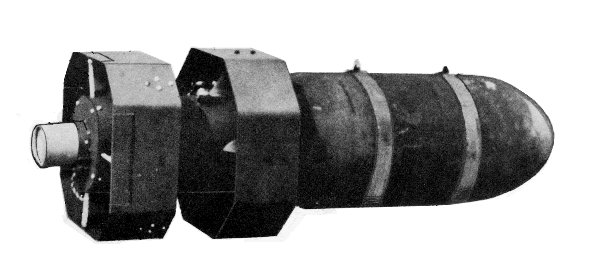
VB-3 Razon 1

La VB-3 Razon (Vertical Bomb-3 Range and azimuth only) è stata un bomba guidata statunitense sviluppata al termine della seconda guerra mondiale.
Messa a punto nell'estate del 1945, non poté trovare impiego operativo durante la guerra mondiale, ma venne utilizzata dall'United States Air Force in gran numero nel corso della Guerra di Corea contro ponti della Corea del Nord. Pur non rivelandosi affidabili, in alcuni casi gli ordigni riuscirono a danneggiare i ponti loro bersaglio. La dimensione contenuta in 600 kg però, creava la necessità di ottenere più di un centro per demolire completamente un ponte. Per questo motivo, gli americani passarono ad adottare le più massicce bombe VB-13/ASM-A-1 Tarzon da 5400 kg per lo stesso ruolo.